# Kalistrat (Margalitaszwili)
Kalistrat, imię świeckie Szota Margalitaszwili (ur. 20 października 1938, zm. 20 czerwca 2019) – gruziński duchowny prawosławny, od 1992 metropolita Kutaisi i Gaenati.

## Życiorys
7 kwietnia 1982 otrzymał święcenia diakonatu, a 2 sierpnia prezbiteratu. 25 grudnia 1983 przyjął chirotonię biskupią. 25 grudnia 1992 podniesiony został do godności metropolity.